# 豊田警察署
豊田警察署（とよたけいさつしょ）は、愛知県警察が管轄する警察署の一つである。大規模警察署であり、署長は警視正。

## 所在地
- 愛知県豊田市錦町1丁目59-1

## 管轄区域
- 豊田市（旧東加茂郡は除く）
  - 旧東加茂郡の地域（旧足助町、旧下山村、旧旭町、旧稲武町）は足助警察署が管轄する。
- みよし市

## 沿革
- 1954年（昭和29年）：新警察法施行で、新たに愛知県警察が発足。自治体警察の挙母市警察と国家地方警察西加茂地区警察署の管轄地をもって愛知県挙母警察署発足。
- 1959年（昭和34年）：市名変更に合わせ愛知県豊田警察署に改称。

## 組織
- 警務課
  - 警務係
  - 住民サービス係
  - 留置管理係
- 会計課
  - 会計(第一係・第二係)
- 生活安全課
  - 生活安全(第一係・第二係)
  - 少年係
  - 保安(第一係・第二係)
- 地域課
  - 地域総務係
  - 地域(第一係～第三係)
  - 特別警戒隊
- 刑事課
  - 刑事総務係
  - 強行(第一係・第二係)
  - 盗犯(第一係・第二係)
  - 鑑識係
  - 知能係
  - 暴力薬物係
  - 国際捜査係
- 交通課
  - 交通総務係
  - 交通規制係
  - 指導取締係
  - 事故捜査係
- 警備課
  - 警備係
  - 外事係

## 交番
（ ）の中は所在地

### 豊田市
- 藤岡交番（豊田市藤岡飯野町田中250番地）
- 猿投台交番（豊田市井上町11丁目10番地37）
- 高橋交番（豊田市高上1丁目2番地16）
- 益富交番（豊田市志賀町浜居場668番地1）
- 豊田交番（豊田市山之手4丁目151番地）
- 末野原交番（豊田市豊栄町12丁目1番地）
- 上郷交番（豊田市上郷町4丁目2番地1）
- 若林交番（豊田市若林東町棚田123番地7）
- 高岡交番（豊田市若林西町広崎82番地）
- 美山交番（豊田市美山町3丁目34番地6）
- 朝日丘交番（豊田市小坂町12丁目27番地2）
- 梅坪交番（豊田市梅坪町8丁目4番地23）
- 保見交番（豊田市保見町権堂坊119番地）
- 御立交番（豊田市美里6丁目8番地8）
- 豊田市駅前交番（豊田市西町6丁目75番地5）
- 土橋交番（豊田市土橋町8丁目31番地1）

### みよし市
- 三好丘交番（みよし市三好丘1丁目12番地9）
- 三好交番（みよし市三好町湯ノ前4番地8）
- みよし北交番（みよし市福谷町蓬平地25番地2） - みよし市の防犯施設から交番に格上げ

## 駐在所
（ ）の中は所在地

### 豊田市
- 市場駐在所（豊田市市場町薮下95番地2）
- 広瀬駐在所（豊田市東広瀬町城下44番地1）
- 王滝駐在所（豊田市王滝町宮前8番地）
- 林添駐在所（豊田市林添町庵ノ入2番地1）
- 岩倉駐在所（豊田市岩倉町馬場62番地5）
- 宮口駐在所（豊田市宮口町3丁目108番地1）
- 大畑駐在所（豊田市大畑町神戸69番地3）
- 加納駐在所（豊田市加納町末石37番地）
- 大坂駐在所（豊田市大坂町杭原17番地2）

### みよし市
- 明知駐在所（みよし市明知町小池下42番地）

## 主な事件
- 豊田2人刺殺事件 - 1995年5月3日発生。
- 豊田市女子高生殺害事件 - 2008年5月2日発生、未解決。

## 自動車用簡易型警報機
管内で多発する盗難をはじめとする自動車関連犯罪に対応するため、愛知県半田市にある加藤電機株式会社と共同で自動車用簡易型警報機を開発、2011年2月頃より管内向けに案内を開始し、加藤電機でも限定販売する予定となっている。